# Aeroport Internacional Maiquetía Simón Bolívar
L'Aeroport Internacional de Maiquetía Simón Bolívar és considerat el més important aeroport de Veneçuela pel seu trànsit aeri i de passatgers. És administrat per l'Institut Aeroport Internacional de Maiquetía (IAIM) des de la seva creació en 1971 i per l'Institut Nacional d'Aviació Civil (INAC). El seu codi IATA és CCS i el seu codi ICAO és SVMI.
Situat a la ciutat de Maiquetía (Estat Vargas) en la perifèria de Caracas, compta amb dues terminals, una per a rutes nacionals i l'altra per a rutes internacionals. També posseeix una terminal de càrrega i de línies aèries privades o xàrter. En l'actualitat, les terminals de càrrega i internacional es troben en remodelació i ampliació. Les seves instal·lacions ocupen 882 ha i està situat a uns 30 minuts de Caracas, prenent com a referència la Plaça Veneçuela. Va ser un dels pocs aeroports al món que va rebre a l'avió supersònic Concorde fins a mitjan anys 90, que eren operats per les dues aerolínies que ho posseïen en la seva flota: Air France i British Airways, en vols de freqüència regular, així com la seu principal de Viasa (aerolínia). En els últims anys, ha decrescut en passatgers en un gran percentatge.

## Història
L'Aeroport Internacional de Maiquetía Simón Bolívar va ser inaugurat l'1 de gener de 1945 pel President de la República Isaías Medina Angarita. L'obra es va iniciar sota el govern del General Eleazar López Contreras en 20 hectàrees de terreny arrendades que fins llavors s'usaven com a pista d'aterratge, en el sector conegut com a Mare d'una hisenda del litoral. Aquest terreny havia estat recomanat per l'aviador Charles Lindbergh durant la seva visita a Veneçuela en 1928 a petició de l'aerolínia nord-americana Pan Am. El dissenyador de la terminal de passatgers va ser l'arquitecte Luis Malaussena, qui també va dissenyar el Passeig Els Próceres i els edificis de les acadèmies militars de Veneçuela.
Al principi, aquest aeròdrom no era més que un terreny aplanat per permetre l'aterratge d'aeronaus i se li coneixia com a Camp d'Aviació de la Guaira. El 22 d'agost de 1942 el govern de Veneçuela va autoritzar a Pa Am per a la construcció de l'aeroport al costat d'altres dos, el de Maracaibo i Maturín. El govern dels Estats Units subsidió la construcció com a part del projecte ADP (Airport Development Program). L'objectiu era assegurar bases en el mar Carib en el marc de la Segona Guerra Mundial a més d'eliminar la competència europea en el negoci aeronàutic de Llatinoamèrica. Per al pla de construcció, que va incloure aeroports a Brasil, Colòmbia, Cuba, Haití, Panamà, Puerto Rico i República Dominicana, i va funcionar sota el nom Pan American Airports Corporation. Les instal·lacions de l'aeroport finalment van ser administrades per Pa American fins a l'1 d'agost de 1946, data en què van passar a ser propietat de l'estat veneçolà.

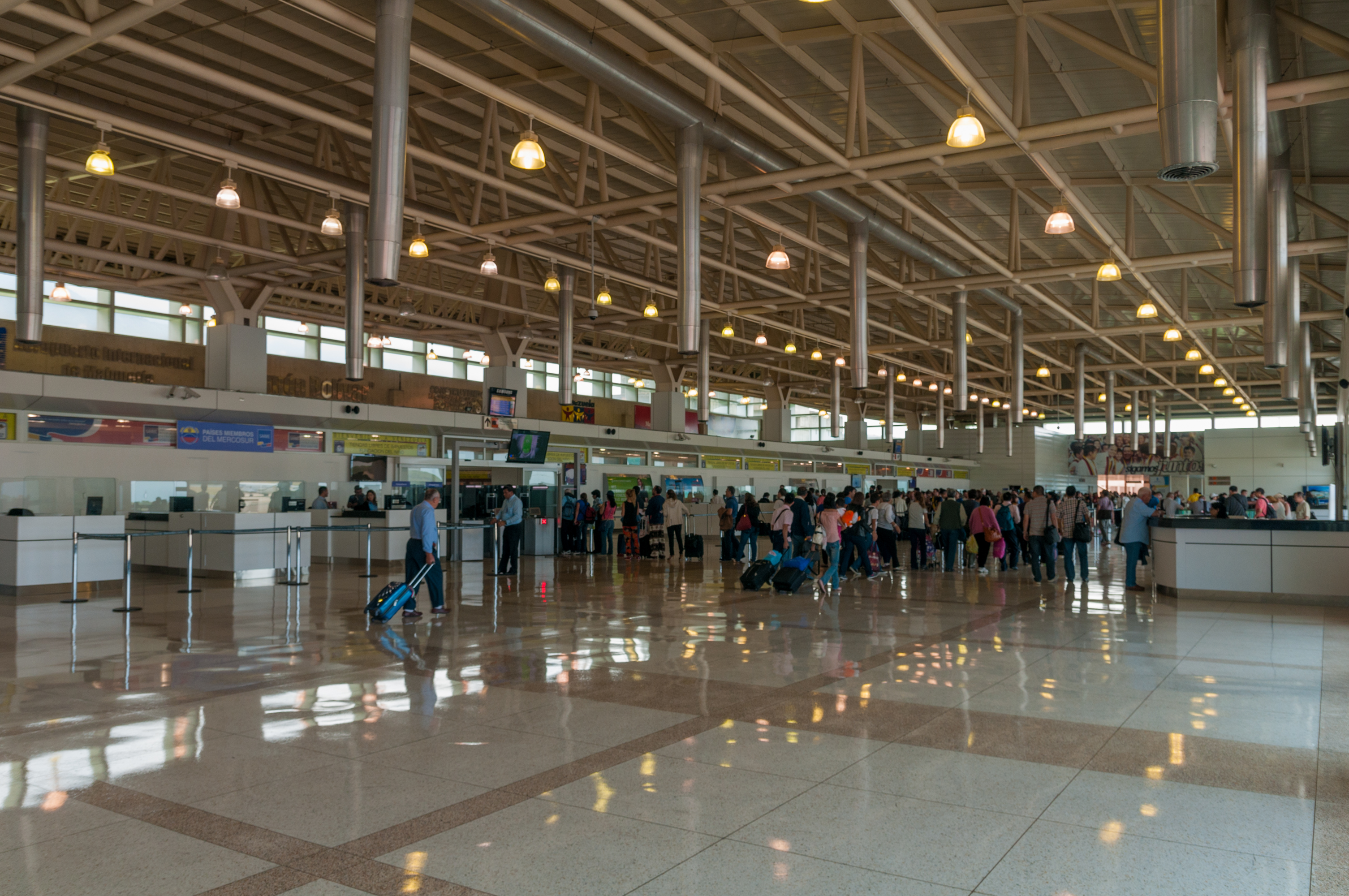
Àrea d'Immigració

Entre 1952 i 1962 s'afegeixen dues ales addicionals a la terminal de passatgers i s'augmenta la grandària de la pista a 2000 m. També s'instal·len circuits d'il·luminació en pistes i zones d'aproximació per iniciar operacions nocturnes. En 1956 es construeix una pista auxiliar i en 1962 s'amplia a 3000 m de longitud per 60 m d'ample.

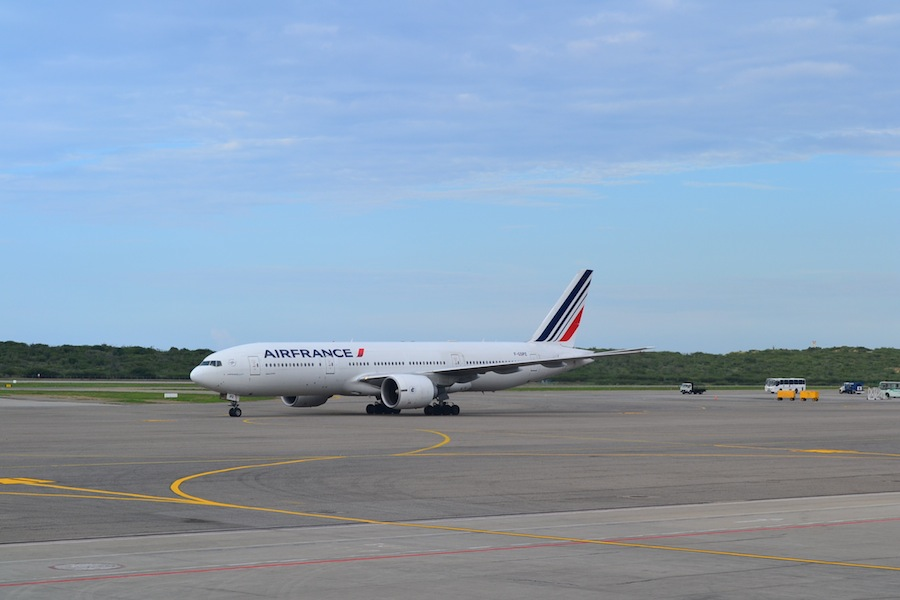
Boeing 777 de Air France carreteando.

Així va funcionar l'aeroport fins a 1969, quan el Ministeri d'Obres Públiques va començar la planificació per a la modernització de l'aeroport per adequar-se al creixement de la demanda del tràfic aeri. Per administrar el nou aeroport, el 4 d'agost de 1971 es va crear per Llei Especial l'Institut Autònom Aeroport Internacional de Maiquetía (IAAIM). La llei va ser confirmada el 16 d'agost de 1971 pel President de la República i el Consell de Ministres i publicada en la Gaseta Oficial #29585. Entre 1974 i 1978 es va construir el terminal internacional i en 1983 es va inaugurar el terminal domèstic.
Tots dos terminals es van construir de forma modular sobre una planta rectangular sobre una superfície total de 882 hectàrees. El terminal nacional està adornat amb dos vitralls de l'artista espanyol Ángel Atienza. L'internacional posseeix un espai longitudinal amb una mezzanina que es connecta amb els estacionaments a través de quatre ponts. En el soterrani es troben sales d'operacions.

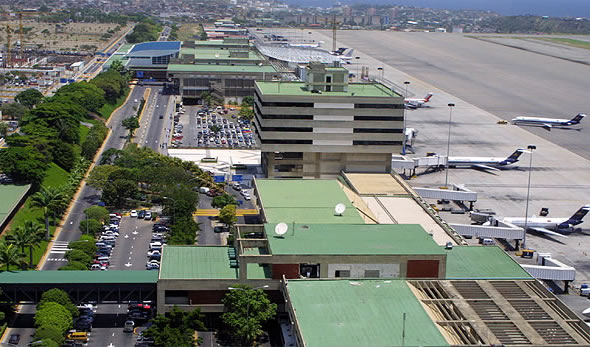
vista de les terminals de l'aeroport

El director de les obres en la construcció d'aquest nou aeroport internacional va ser l'Enginyer Jorge Andrés Vicentini Gutiérrez, des del moviment de terres fins a la culminació i inauguració d'aquest.
El disseny de tots dos terminals va estar a càrrec dels arquitectes Felipe Montemayor, Luis Sully, Joseba Pontesta, Estanislao Sekunda, Leopoldo Sierralta, Ignacio (Iñaki) Zubizarreta i Joaquín Leniz, els qui van guanyar en conjunt el «Premi Nacional d'Arquitectura de Veneçuela» de 1980. Entre altres obres d'art, el terminal internacional també té un vitrall d'Héctor Poliol mentre que el pis i la paret del passadís central estan adornats amb una obra de brillant colorit de l'artista cinètic Carlos Cruz Deu denominada Cromointerferencia de color additiu, 1974-1978 la qual ocupa una àrea de 2.608 metres quadrats i s'ha convertit en un emblema de l'aeroport que desperta gran interès en els usuaris del terminal. Per a la construcció de la pista es va utilitzar el Boeing 747-400 com a patró de disseny.
En la modificació que es va desenvolupar a l'aeroport es va afegir un edifici administratiu, un terminal auxiliar destinat a càrrega i línies aèries privades o vols xàrter, instal·lacions de protocol, comercials i d'esplai, caserna de bombers aeronàutics, hangars, tres estacionaments amb capacitat per 4.560 vehicles.
Després de la Tragèdia de Vargas en 1999 l'aeroport de Maiquetía es va convertir en un gegantesc camp de refugi de milers de damnificats afectats pels deslaves del litoral central i centre d'operacions logístiques de rescat aeri i naval de centenars de persones atrapades en llocs inaccessibles per via terrestre.
En el 2007 es culmina la construcció del Projecte Maiquetía 2000, que inclou l'ampliació i actualització del Terminal Internacional, amb àrees de rebuda i desembarqui completament separades, noves àrees d'immigració i duana, un competitiu i modern terminal de càrrega internacional i un passadís connector entre el Terminal Nacional i l'Internacional.

### Febleses, Amenaces, Fortaleses i Oportunitats (DOFA) en les rutes aèries
En els anys 80/90 Veneçuela era el país número u en escales i encreuament del seu espai aeri. avui dia, El govern i els seus falsos reguladors no permeten a les aerolínies nacionals portar aquests augments als seus costos operatius i en conseqüència tenim el parc aeri més vell de Llatinoamèrica.
De ser un país, fa tan sols dues dècades, amb connexions directes a Londres, Amsterdam, Frankfurt, Madrid, Lisboa, Milà, Roma, Barcelona, La Corunya, Tenerife, Mèxic, Panamà, San José, Bogotà, Barranquilla, Medellín, Cartagena, Lima, Quito, Guayaquil, Rio de janeiro, Sao Paulo, Buenos Aires, Còrdova, Santiago de Xile, Montevideo, La Pau, Aruba, Curaçao, Bonaire, Port of Spain, Santo Domingo, l'Havana, Houston, Atlanta, Fort Lauderdale, Miami, New York, Toronto i Mont-real, amb la presència de VIASA, AVENSA, Servivensa, Zuliana; avui només tenim 17 destinacions, molts d'ells amb freqüències setmanals o dues vegades per setmana, quan abans es comptava amb vols diaris a la majoria d'aquests països. Àdhuc pot notar-se la sortida del país de 12 aerolínies de bandera internacional així com la reducció significativa de les freqüències de vol d'unes altres.
El tema dels vols nacionals és també un drama addicional per als usuaris veneçolans. Des de Maiquetía es viatja, amb diferents freqüències que van des de vols diaris a setmanals, molt menys que l'acostumat fins fa uns anys. Al final d'aquestes làmines hi ha un resum d'aquestes freqüències.
No obstant això, diverses operadores internacionals emplean aerolínies veneçolanes per realitzar vol a diverses regions de Veneçuela.

## Accidents i incidents
- El 27 de novembre de 1956, un Lockheed Constellation amb matrícula YV-C-AMA de Aeropostal, que cobria el vol 253 provinent de Nova York, estava aterrant enmig d'una tempesta i va acabar xocant contra el Bec Occidental de la Silla de Caracas, situat a 18 quilòmetres de la pista i a 2040 metres d'altitud, morint les seves 25 ocupants. Una de les víctimes del sinistre va ser el beisbolista Charlie Peete, qui viatjava en l'aeronau juntament amb la seva esposa i els seus tres fills, per jugar amb (l'avui desaparegut equip de) els Industrials de València en la temporada de la Lliga Veneçolana de Beisbol Professional 1956-1957.[10]

- El 12 de desembre de 1968, un Boeing 707 amb matrícula N494PA de Pa Am que cobria el vol 217, va desenganxar de Nova York amb destinació a Caracas. A les tres hores de l'enlairament el seu senyal va desaparèixer del radar del control de tràfic aeri de Maiquetía i immediatament se li va encomanar a l'Armada de Veneçuela la missió de cerca i rescat. Les restes del Boeing van ser localitzats a 18,4 quilòmetres de la costa veneçolana i no va haver-hi supervivents entre les seves 51 ocupants (42 passatgers i 9 tripulants). Es creu que la causa de l'accident va ser per un error del pilot a causa d'una il·lusió òptica creada per les llums de la ciutat situades en un vessant proper el qual va fer que l'aeronau, en intentar aterrar, s'estavellés contra el mar explotant allí mateix. Una de les víctimes del sinistre va ser Olga Antonetti, Miss Veneçuela 1962, qui estava embarassada i també viatjava amb la seva filla de 4 anys.[11]

- El 3 de desembre de 1969, un Boeing 707 amb matrícula F-BHSZ de Air France que cobria el vol 212 provinent de Santiago de Xile, Lima, Quito i Bogotà; per continuar la seva ruta cap a Pointe-à-Pitre, Lisboa i París, va perdre el control poc després de desenganxar després de reportar-se una explosió en el fuselatge de l'avió, per acabar caient al mar. Cap de les 62 persones a bord va aconseguir sobreviure l'accident.[12][13]

- El 3 de març de 1978 a les 21:00 hores, un Avro 748 amb matrícula YV-45C de Aeropostal que va partir amb destinació a Cumaná, va caure a 5 km de la costa en el sector de Punta de Mulats, prop de Macuto, perint els seus 47 ocupants (43 passatgers i 4 tripulants). Les recerques van concloure que l'aeronau va desenganxar amb excés de càrrega provinent d'un altre avió que havia d'haver partit hora i mitja abans, però no va resoldre a temps el desperfecte d'una porta pel que, un minut després de l'enlairament, el capità va observar fallades en aquest sector i va comunicar a la torre de control que emprenia el retorn a l'aeroport per solucionar aquest problema però, abans d'aconseguir el seu propòsit, l'aparell va acabar caient al mar.[14] D'altra banda, també es va reportar que el radar d'aproximació de l'aeroport es trobava en reparació des de feia una setmana abans d'aquest accident, per la qual cosa l'aeronau va poder ser localitzada quan diversos membres de la tripulació del vaixell “Caribbean Tiuna” (qui s'acostava al port de la Guaira al moment del sinistre) van ser testimonis del mateix i es van comunicar immediatament a les autoritats per ràdio.[15]

- El 3 de novembre de 1980, un Convair 880 amb matrícula YV-145-C de l'empresa veneçolana Latincarga que transportava els equips musicals i de so del músic britànic Peter Frampton en el seu gira "Frampton Comes Alive Tour" amb destinació a Panamà, es va estavellar poc després de desenganxar de l'aeroport morint els quatre tripulants de l'aeronau.[16] Segons les recerques, el fet que part de l'equipatge havia estat dipositat en baguls amb rodes i el desplaçament del mateix durant l'enlairament, va provocar una desestabilització de l'aeronau. A causa d'aquest accident Latincarga va acabar declarant-se en fallida després de 17 anys d'operacions. D'altra banda, es va dir que un dels instruments donats per perduts en aquest accident va ser la mítica guitarra Gibson Els Paul de Frampton; no obstant això, la mateixa va acabar sent trobada accidentalment en Curaçao gairebé tres dècades més tard i retornada a l'artista el 12 de desembre de 2011 en Nashville.[17]

- El 4 de novembre de 1980 un Hèrcules C-130 amb matrícula FAV-3556 de la Força Aèria Veneçolana que va partir amb destinació a Maracay, va caure poc després de desenganxar sobre un grup de cases situades en el sector de Mare A baix, proper a la terminal aèria. En aquest accident van morir un total d'11 persones (els 6 militars ocupants de bord i 5 persones en terra). Es creu que l'accident va ocórrer per una fallada del motor en ple vol.[18]

- El 14 d'octubre de 1998 un Boeing 727 amb matrícula N-280US de Aeropostal -que havia estat llogat alguns mesos abans als Estats Units i estava en un hangar de l'aeroport per a la seva revisió- es va desplaçar per inèrcia pel suau pendent que separa aquest hangar de la rampa del Servei Autònom de Cerca i Salvament del Ministeri de Transport i Comunicacions de Veneçuela xocant contra dues avionetes d'aquest cos de rescat (amb matrícules YV-O-MTC-3 i YV-O-MTC-8, respectivament) i una avioneta Cessna C-310 particular (amb matrícula YV-1249-P) allí apostades. Com a resultat d'aquesta col·lisió una de les aeronaus va quedar completament destruïda i les altres dues només van presentar danys estructurals deixant un saldo de 15 milions de dòlars en pèrdues materials i, per fortuna, sense víctimes que lamentar. Les recerques apuntalaron al fet que els obrers responsables de la cura de l'aparell presumptament haurien oblidat col·locar-li els “tacs” que s'utilitzen per evitar que l'aeronau rodés mentre estava estacionada, versió posteriorment desmentida per aquells al·legant que el jet sí estava frenat. En tot cas, fins al dia avui mai s'ha pogut aclarir com va ser que el Boeing va aconseguir desplaçar-se per si només.[19]

- El 18 de novembre de 2004, aproximadament a les 13:02 p. m., una avioneta Jetstream 31 amb matrícula YV-1083C de l'aerolínia Veneçolana que cobria el vol 213 provinent del Vigía i amb 21 persones a bord, va aterrar en la pista 9 de l'aeroport. La pista es trobava mullada per una pluja torrencial que va caure des de primerenques hores del matí quan, per causes desconegudes, l'avió es va sortir de la mateixa per acabar estavellant-se contra els vehiculos de bombers que es trobaven aparcats a la seu d'aquesta caserna. En aquest accident van morir dos dels passatgers i les restants 19 persones (17 passatgers i 2 tripulants) van quedar ferides. L'aeronau va quedar completament destruïda. També és de fer notar que, posteriorment, un tercer passatger -qui presumptament viatjava en l'avioneta, ja que la seva identitat no va aconseguir ser confirmada- va morir a l'hospital.[20][21]

- El 28 de març de 2005 un Ilyushin 18D-40 amb matrícula CU-T1539 de Aero Caribbean que partia amb destinació a l'Havana no va aconseguir ascendir en intentar desenganxar de la pista. En tractar d'avortar l'enlairament l'aeronau es va desviar per un lateral proper al final de la pista, sofrint seriosos danys en la seva estructura. Dels 97 ocupants de l'aeronau (87 passatgers i 10 tripulants), únicament 16 van sofrir lesions lleus i un va sofrir fractura en una cama. Tots els altres van resultar il·lesos.[22]

- El 16 d'octubre de 2008, aproximadament a les 15:30, un Boeing 737-200 amb matrícula YV162T de Rutaca Airlines provinent de Sant Antonio del Táchira i amb 44 persones a bord, es va sortir de la pista 28 de l'aeroport. L'incident va ocórrer quan l'aeronau realitzava el frenat després del seu aterratge i, afortunadament, no es van reportar morts ni ferits.[23]

- El 6 d'abril de 2015 un Airbus A340 de Conviasa que estava sent remolcat dins de l'hangar d'aquesta companyia, va xocar contra un Bombardier CRJ700 i aquest, al seu torn, va xocar contra un ATR 72 pertanyents a la mateixa empresa. No es van registrar víctimes.[24]